# Tomasz Kaszubowski
Tomasz Maciej Kaszubowski (ur. 5 listopada 1973 w Warszawie), polski muzyk, gitarzysta klasyczny.

## Życiorys
Absolwent Liceum Ogólnokształcącego w Przasnyszu (matura 1992), Państwowej Szkoły Muzycznej I st. im. Stanisława Moniuszki w Ciechanowie (dyplom 1992), Państwowej Szkoły Muzycznej II st. im. Fryderyka Chopina w Warszawie (dyplom 1998) oraz Akademii Muzycznej im. Fryderyka Chopina w Warszawie (dyplom 2002). Uczeń Cezarego Kosturkiewicza, Ryszarda Bałauszko i Leszka Potasińskiego. 
Uczestnik licznych festiwali muzycznych w kraju i za granicą. Współorganizator koncertów piosenki religijnej Wesoło a nabożnie w kościele oo. pasjonistów w Przasnyszu (1993–96), kierownik artystyczny Mazowieckich Spotkań Gitarowych w Modlinie (2001–02). Współpracował m.in. z Estradą Kameralną Filharmonii Narodowej w Warszawie, Filharmonią im. Romualda Traugutta w Warszawie, Warszawskim Towarzystwem Muzycznym, Teatrem Narodowym w Warszawie, muzykami: Jorge Cardoso, Leszkiem Potasińskim, Ryszardem Bałauszko, Piotrem Tomaszewskim, Anną Korybut-Daszkiewicz, Adamem Tkaczykiem, Jorge Castañedą, aktorami: Carmen Azuar, Cezarym Domagałą, Krzysztofem Gosztyłą, Krzysztofem Janczarem, Haliną Rowicką, Tomaszem Stockingerem. Obecnie prowadzi klasę gitary w Państwowej Szkole Muzycznej I i II st. im. Ignacego Jana Paderewskiego w Żyrardowie. Brat Piotra.

## Nagrody i wyróżnienia
- Warszawski Konkurs Gitarowy (1993) - I nagroda;
- Międzynarodowy Konkurs Gitarowy w Krynicy (1995) - wyróżnienie;
- Międzynarodowy Konkurs Gitarowy w Krynicy (1996) - wyróżnienie;
- Festiwal Piosenki Różnej "Morda" w Warszawie (1996) - wyróżnienie (z zespołem Katarzyny Ziemińskiej);
- Sacrosong Diecezji Płockiej w Rypinie (1998) - wyróżnienie (w duecie z Anną Wojdą);
- Festiwal Piosenki Turystycznej "Ukleja" w Giżycku (1998) - wyróżnienie (z zespołem K. Ziemińskiej);
- Międzynarodowe Spotkania Gitarzystów w Gdańsku (1999) - wyróżnienie;
- Mikołajki Folkowe w Lublinie. Konkurs "Scena Otwarta" (2003) - nagroda specjalna (z zespołem Arenosa);
- Dyplom Przewodniczącego Komisji Oświaty Rady Miasta Przasnysza za "promocję Przasnysza" (2008);
- Medal Stanisława Ostoja-Kotkowskiego w kategorii Twórca Uznany (2008).

## Dyskografia
- Los Navarros, Steen & Strøm - 2000 (z zespołem Los Navarros)[1];
- Aires Latinos, CD Accord - 2006 (w duecie z Pawłem Nawarą; Patronat honorowy Ambasady Republiki Argentyńskiej w Warszawie; Płyta Tygodnia Programu II PR)[2];
- Aires Latinos, Kameleon Records - 2017 (w duecie z P. Nawarą; edycja rozszerzona)[3];
- Caminos del Sur, Kameleon Records - 2017 (z Carmen Azúar)[4].

### Słowniki biograficzne
- Stanisław Pajka, Słownik Biograficzny Kurpiowszczyzny XX wieku, Kadzidło: Niezależne Obywatelskie Stowarzyszenie „Kurpik”, 2008, s. 437-438, ISBN 83-916349-2-2, OCLC 711874552.

### Artykuły biograficzne
- Zbigniew Czaplicki. Chłopak z gitarą. „Tygodnik Ostrołęcki”. 20, s. 16, 11 lipca 1999. ISSN 0209-3995.
- Wojciech Zawadzki. Od zabawy do profesjonalizmu. „Tygodnik Ciechanowski”. 26, s. VII, 26 czerwca 1999. ISSN 0239-6807.
- Stefan Żagiel. Z Przasnysza w czar gitary. „Tygodnik Ciechanowski”. 47, s. 20, 2006. ISSN 0239-6807.
- Anna Suchcicka. Z pogranicza klasyki i folku. „Tygodnik Ostrołęcki”. 40, s. 1 i 20, 3 października 2006. ISSN 0209-3995.

### Wywiady
- Adam Tkaczyk. Gitara to jest to. „Kalejdoskop Kulturalny Spotkania z Warszawą”, s. 81-83, wrzesień 1999. ISSN 1233-0523.

### Recenzje płyt
- Zbigniew Dubiella. Los Navarros. „Świat Gitary”. 6, s. 71, 2000.
- Steve Marsh. Aires Latinos. „Classical Guitar”, s. 51, marzec 2007. ISSN 0950-429X.